# Kine Beate Bjørnås
Kine Beate Bjørnås (ur. 12 maja 1980 r. w Levanger) – norweska biegaczka narciarska, zawodniczka klubu Idrettslaget Varden.

## Kariera
Po raz pierwszy na arenie międzynarodowej Kine Beate Bjørnås pojawiła się w styczniu 2000 roku podczas mistrzostw świata juniorów w Štrbskim Plesie. Była tam trzecia w sztafecie, szósta w biegu na 5 km techniką dowolną oraz siódma na dystansie 15 km stylem klasycznym.
W Pucharze Świata zadebiutowała 8 marca 2001 roku w Oslo, zajmując 39. miejsce w sprincie klasykiem. Pierwsze punkty wywalczyła także w Oslo, nieco ponad rok później, 10 marca 2001 roku kiedy zajęła 29. pozycję na dystansie 30 km techniką klasyczną. W klasyfikacji generalnej sezonu 2000/2001 zajęła ostatecznie 83. miejsce. Najlepsze wyniki w Pucharze Świata osiągnęła w sezonie 2004/2005, który ukończyła na 27. miejscu. Nie stała na podium indywidualnych zawodów pucharowych, ale wraz z koleżankami z reprezentacji trzykrotnie stawała na podium w sztafecie.
W 2005 roku wystartowała na mistrzostwach świata w Oberstdorfie. Zajęła tam między innymi 25. miejsce w biegu na 10 km techniką dowolną, a w sprincie klasykiem znalazła się na 27. pozycji. Była to jedyna duża impreza w jej karierze. W mistrzostwach Norwegii zdobyła siedem medali, w tym cztery złote: w sztafecie w latach 2004, 2005 i 2008 oraz w biegu na 30 km techniką klasyczną w 2005 roku. W 2008 roku zakończyła karierę.

## Osiągnięcia

### Mistrzostwa świata
| Miejsce | Dzień     | Rok  | Miejscowość | Konkurencja              | Czas biegu | Strata  | Zwyciężczyni        |
| ------- | --------- | ---- | ----------- | ------------------------ | ---------- | ------- | ------------------- |
| 25.     | 17 lutego | 2005 | Oberstdorf  | 10 km stylem dowolnym    | 26:27,6    | +2:16,1 | Kateřina Neumannová |
| 27.     | 22 lutego | 2005 | Oberstdorf  | Sprint stylem klasycznym | 2:15,5     | -       | Emelie Öhrstig      |
| 30.     | 26 lutego | 2005 | Oberstdorf  | 30 km stylem klasycznym  | 1:27:05,8  | +5:59,3 | Marit Bjørgen       |

### Mistrzostwa świata juniorów
| Miejsce | Dzień       | Rok  | Miejscowość   | Konkurencja             | Czas biegu | Strata  | Zwyciężczyni           |
| ------- | ----------- | ---- | ------------- | ----------------------- | ---------- | ------- | ---------------------- |
| 6.      | 25 stycznia | 2000 | Štrbské Pleso | 5 km stylem dowolnym    | 14:35,3    | +1:06,8 | Jekatierina Sczastliwa |
| 3.      | 27 stycznia | 2000 | Štrbské Pleso | Sztafeta 4x10km         | 1:03:23,5  | +35,7   | Szwecja                |
| 7.      | 30 stycznia | 2000 | Štrbské Pleso | 15 km stylem klasycznym | 50:48,1    | +1:47,3 | Evi Sachenbacher       |

### Puchar Świata

#### Miejsca w klasyfikacji generalnej
- 2000/2001: 83.
- 2001/2002: 65.
- 2003/2004: 39.
- 2004/2005: 27.
- 2005/2006: 51.
- 2006/2007: 57.

#### Miejsca na podium
Bjørnås nigdy nie stała na podium indywidualnych zawodów Pucharu Świata.